# Khuzdar
Khuzdar (Urdu خُضدار) ist die Hauptstadt des Distrikts Khuzdar in der pakistanischen Provinz Belutschistan. Sie ist die drittgrößte Stadt in Belutschistan nach Quetta und Turbat. Die Bevölkerung gehört zur Mehrheit den Brahui an.

## Geschichte
Khuzdar war die Hauptstadt des Brahui-Königreichs Makran.
Im frühen 17. Jahrhundert war es Teil des Königreichs Jhalawan, fiel jedoch bald unter das Khanat Kalat, wo es bis zu einer Reihe von Revolten während der Regierungszeit von Khudadad Khan (1857–1893) blieb. 1896, nach Khudadads Tod, wurde die Autorität von Kalat wiederhergestellt. Khuzdar war die Hauptstadt und größte Stadt der Provinz Jhalawan im Khanat Kalat.
Gemäß einem Vertrag mit Kalat ernannten die Briten 1903 einen politischen Beamten in Khuzdar. Der britische Einfluss dauerte bis 1947, danach wurde das Gebiet Pakistan angeschlossen.

## Bevölkerungsentwicklung
| Zensusjahr | Einwohnerzahl |
| ---------- | ------------- |
| 1972       | 3.362         |
| 1981       | 30.887        |
| 1998       | 91.057        |
| 2017       | 182.927       |

## Bildung
Khuzdar dient als Bildungszentrum für die Provinz Belutschistan. Die Stadt hat eine Reihe von staatlichen und privaten Hochschulen.

## Galerie

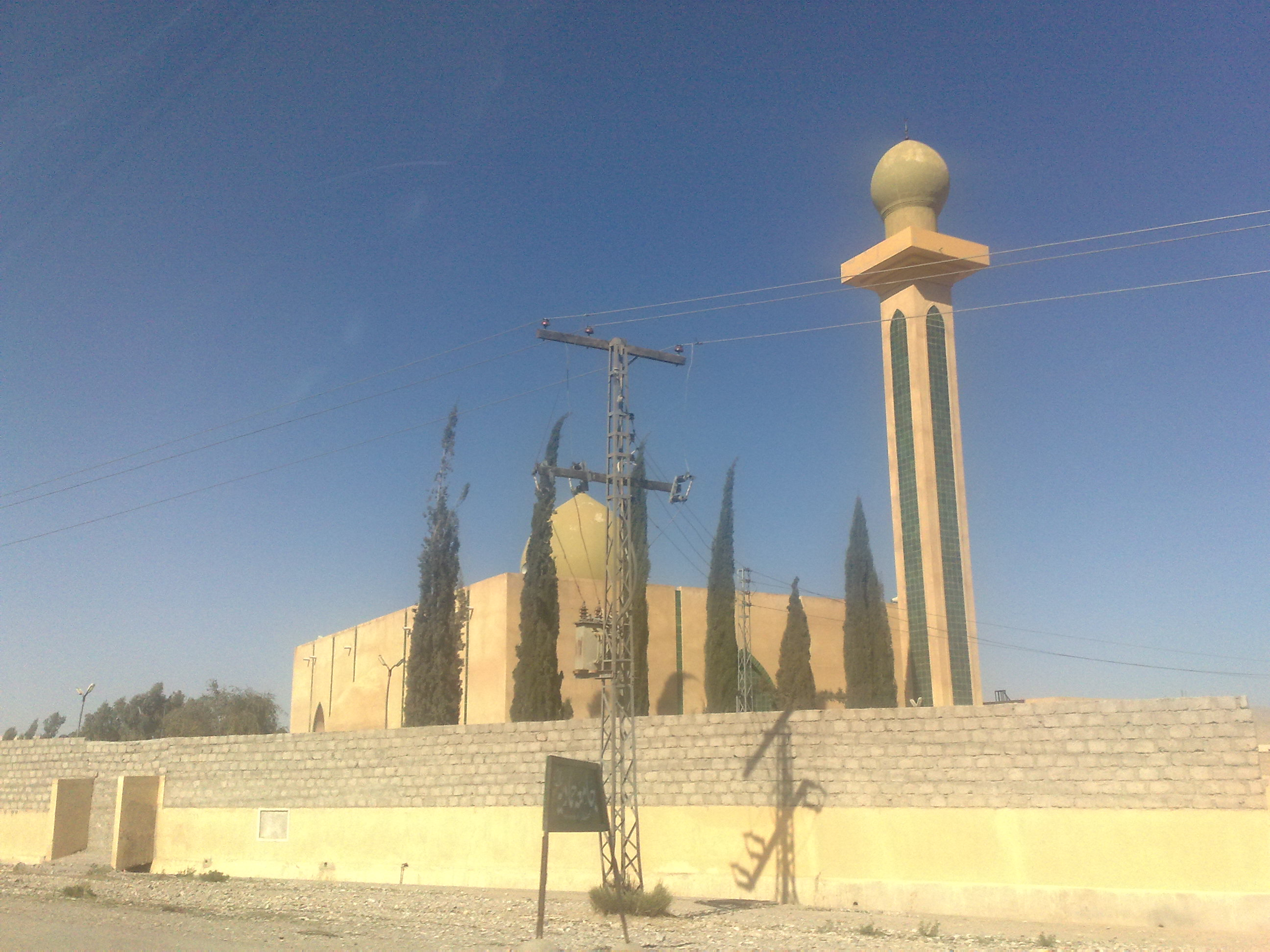
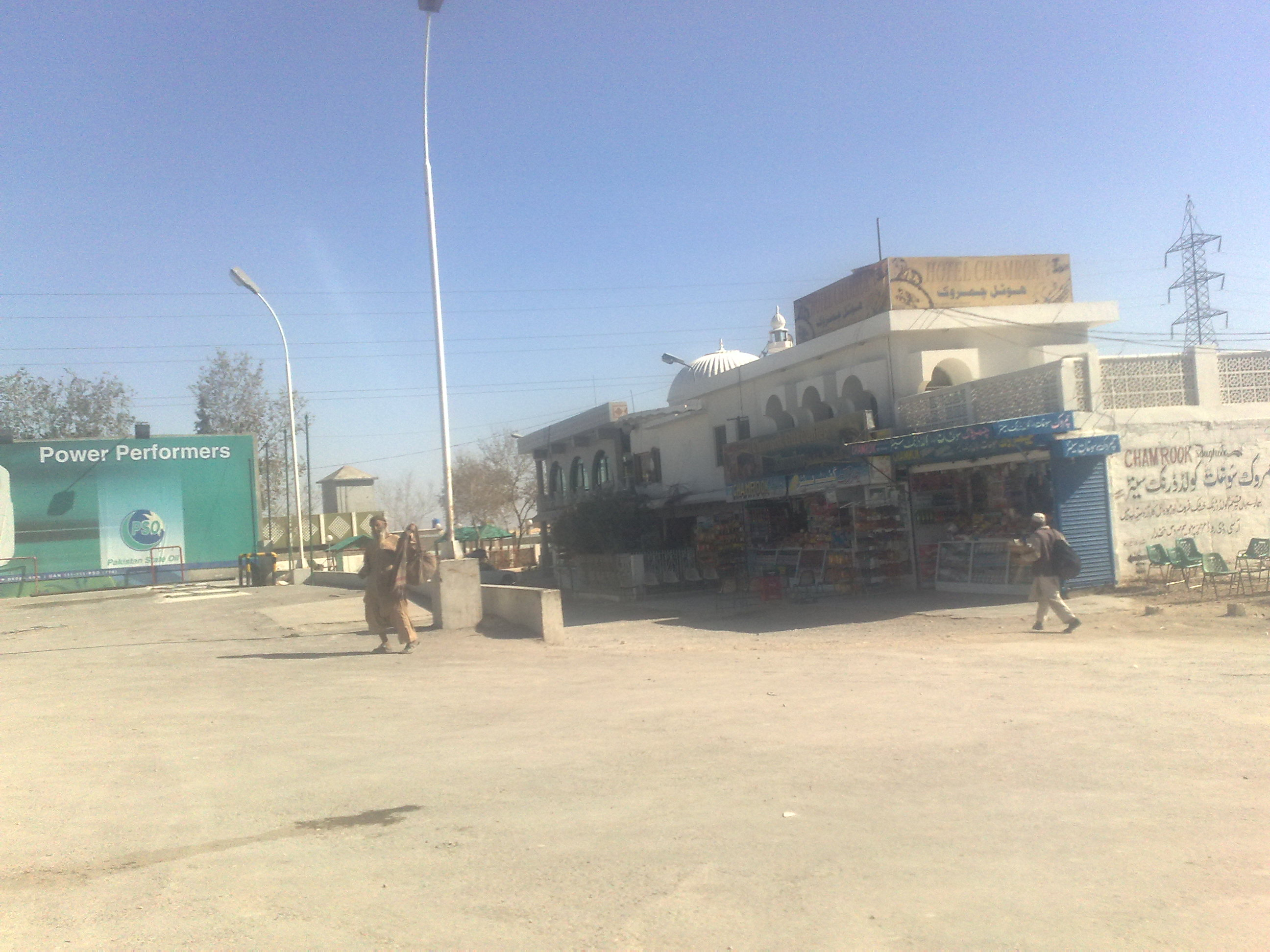